# Bitwa morska pod Kyme (38 p.n.e.)
Bitwa morska pod Kyme – starcie zbrojne, które miało miejsce w roku 38 p.n.e. między flotą Oktawiana, a flotą Sekstusa Pompejusza.
W roku 38 p.n.e. flota Oktawiana dowodzona przez Kalwizjusza Sabinusa oraz Menodorosa w liczbie 130 okrętów starła się pod Cumae z flotą Sekstusa Pompejusza pod wodzą Menekratesa (150 okrętów). Menekrates zepchnął flotę nieprzyjaciela w kierunku lądu, gdzie część okrętów utknęła na mieliźnie. Tutaj doszło do pojedynku okrętów flagowych Menekratesa i Menodorosa, których załogi toczyły zażartą walkę na pokładach. W walkach zginęło wielu ludzi po obu stronach rażonych strzałami i oszczepami. Rany odnieśli też obaj dowódcy. W końcu ludzie Menodorosa wdarli się na pokład wrogiego okrętu, zdobywając go. Ranny Menekrates zginął skacząc w głębinę morską.
Śmierć Menekratesa nie załamała jednak jego oddziałów. Dowództwo nad flotą objął Demochares, który uderzył na flotę Kalwizjusza, spychając je na skały i podpalając, a część zmuszając do ucieczki. Wraz z zapadnięciem nocy obie strony przerwały walkę, po czym Demochares odpłynął z resztką floty na Sycylię. Straty Menekratesa wyniosły jeden okręt, po stronie Kalwizjusza zniszczonych zostało wiele jednostek.